# 151 Abundantia
151 Abundantia је астероид главног астероидног појаса са пречником од приближно 45,37 km.
Афел астероида је на удаљености од 2,681 астрономских јединица (АЈ) од Сунца, а перихел на 2,501 АЈ.
Ексцентрицитет орбите износи 0,034, инклинација (нагиб) орбите у односу на раван еклиптике 6,438 степени, а орбитални период износи 1524,052 дана (4,172 године).
Апсолутна магнитуда астероида је 9,24 а геометријски албедо 0,172.
Астероид је откривен 1. новембра 1875. године.